# Park prirode Papuk
Park prirode Papuk se smjestio u gorskim šumskim predjelima Papuka, a parkom prirode je proglašen 23. travnja 1999.
Godine 2007. Papuk je zbog vrijednog geološkog nasljeđa postao dijelom europske i svjetske asocijacije geoparkova i prvim geoparkom u Hrvatskoj – Geopark Papuk.
Glavno obilježje istočnog dijela Hrvatske – Slavonije – su nizinske ravnice s velikim kultiviranim područjima. Iz te ravnice koja je nekad bila dno Panonskog mora izdižu se planine na gotovo tisuću metara nadmorske visine. Jedna od tih planina je i Papuk – najljepša planina u Slavoniji. 
Geomorfološke, klimatske i vegetacijske karakteristike Parka prirode Papuk osiguravaju odlična prirodna staništa za brojne biljne i životinjske vrste. Šumska vegetacija pokriva više od 96% područja. Dominantna vrsta drveća je bukva. Ovdje žive gotovo svi predstavnici srednjoeuropske faune, no prije 200 godina ovo je područje također bilo nastanjeno medvjedima, vukovima i risovima. Danas su guste šume Papuka stanište i utočište jelena, srna, divljih svinja, lisica i kuna… Papuk pruža odlična staništa i brojnim vrstama ptica i Međunarodno je vrlo važno područje za ptice. Ponor Uviraljka je važno zimovalište za šišmiše. Gotovo 1300 vrsta biljaka (više od četvrtine cijele Hrvatske flore) raste na Papuku. Najugroženije i zaštićene vrste biljaka rastu na travnjacima i drugim nešumskim područjima.

## Opći podatci
- Obuhvat: Područje planine Papuk i dijela Krndije
- Površina: 336 km2
- Najviši vrhovi: Papuk 953 m. i. J., Ivačka glava 913 m. i. J.
- Akti i godišnja proglašenja: Zakon o proglašenju Parka prirode Papuk (N.N. 45/99), 1999.
- Sjedište parka: Voćin
- Županije: Požeško-slavonska županija i Virovitičko-podravska županija
- Gradovi: Kutjevo i Orahovica
- Općine: Brestovac, Čačinci, Kaptol, Velika i Voćin

## Posebno zaštićena područja
Unutar Parka prirode Papuk nalaze se brojna područja koja imaju veći stupanj zaštićenosti nego ostali dijelovi parka. Status posebno zaštićenih područja dobili su zbog svojih neuobičajenih značajki koje ih manifestiraju kao jedinstvene u području, regiji, zemlji ili čak i šire. 
- Jankovac – zbog izuzetnih prirodnih ljepota Jankovac je 1955. godine proglašen zaštićenom park-šumom. Na Jankovcu je izgrađena "Grofova poučna staza" koja prolazi najljepšim dijelovima Park šume.
- Rupnica – u blizini mjesta Voćin u sjeverozapadnom dijelu Parka smješten je jedinstveni geološki spomenik prirode Rupnica. Rupnica je još 1948. godine proglašena prvim geološkim spomenikom prirode u Hrvatskoj
- Sekulinačka planina – oko 150 godina stara šuma bukve i jele zaštićena je 1966. godine kao posebni rezervat šumske vegetacije na površini od 8 hektara.
- Stari hrastovi – stari hrastovi su zaštićeni kao spomenik prirode 2005. godine. Visina stabala je oko 33 m, a stara su oko 420 i 500 godina.
- Stanište tise – stanište tise zaštićeno je kao spomenik prirode 2005. godine. na površini od 0,72 hektara. Nekada je Papuk bio bogat tisovom šumom što nam potvrđuju brojni toponimi (Tisovac, Tisica, Tisov potok).
- Pliš-Mališćak-Turjak-Lapjak – Specijalni floristički rezervat koji je dobio ime po četiri susjedna brda na kojima se nalazi.

## Kulturno povijesna baština
Na prostoru Parka prirode Papuk nalazi se veliki broj arheoloških lokaliteta i spomenika kulturno – povijesne baštine koji ukazuju na kontinuitet naseljavanja ovog prostora još od vremena mlađeg kamenog doba (neolitika). Prirodno bogatstvo osnovnih sirovina poput vode, drveta i kamena osiguravalo je povoljne životne uvjete, dok je brdovito područje pružalo utočište i hranu. 
Arheološki ostaci iz razdoblja starijeg željeznoga doba (750. – 300. pr. Kr.), prikupljeni na svjetski poznatom nalazištu kod Kaptola, svakako su najvažniji elementi arheološke baštine unutar Parka prirode Papuk.
O važnosti papučkog prostora, posebno u vrijeme nadiruće turske opasnosti, svjedoči velik broj srednjovjekovnih utvrda od kojih većina potječe iz 13. stoljeća. Ti ˝stari gradovi˝, kojih na Papuku ima sedam, osim što su povijesni spomenici, nerazdvojiva su sastavnica krajolika. Nedaleko od mjesta Orahovice nalazi se najljepši i najočuvaniji stari grad – Ružica, vrijedan primjer gotičke i renesansne umjetnosti u ovom dijelu Hrvatske.

## Posjetite Park prirode Papuk
Potrebe urbaniziranog čovjeka za izvornom i sačuvanom prirodom sve su veće, a izleti u prirodu jedan su od najboljih načina da se odmakne od životne svagdašnjice. Brojne planinarske staze omogućuju posjetiteljima šetnju slikovitom prirodom koja je privlačna i različita u svako godišnje doba. Ljeti se izletnici mogu osvježiti u bazenima s termalnom vodom u Velikoj i u Orahovičkom jezeru, omiljenim izletištima stanovnika Slavonije. Iako na Papuku nema uređenih skijališta, ljubitelji snijega i zimskih športova mogu uživati u skijanju, sanjkanju ili samo u šetnji. Penjalište Sokoline, s uređenim smjerovima, omogućuje bavljenje športskim penjanjem, a stijena je idealna za trening i stjecanje osnovnih penjačkih vještina. Na području Papuka postoji 104 kilometra označenih biciklističkih staza. Ako se nađete u Parku prirode u blizini Velike, svakako prošetajte poučnom stazom Lapjak, gdje ćete uz pomoć poučnih tabli steći osnovne spoznaje o osobitostima Papuka, a odatle možete i na vrh Pliša, gdje je paragliding uzletište, s kojega se može spustiti zrakom, s ushićujućom dozom adrenalina u krvi. Druga je poučna staza na području Jankovca, gdje je i planinarski dom koji posjetiteljima nudi smještaj i okrjepu. Organiziranim skupinama Javna ustanova Park prirode Papuk nudi stručno vođenje radi upoznavanja prirodne i kulturno-povijesne baštine Papuka, a djeci školskog uzrasta nekoliko programa škole u prirodi.
Provesti dan ili vikend u Parku prirode Papuk znači izaći u prirodu i kakvi god bili vaši interesi: avantura, šetnja, vožnja biciklom, zabava ili samo ljubav prema prirodi sigurni smo da ćete pronaći nešto za sebe. Kamo god išli i što god radili, molimo vas da poštujete prirodu. Boravak u prirodi ne znači da iza nas ostaje smeće i otpad jer smeću i otpadu nije mjesto u prirodi. Riječi "ne ostavljaj tragove iza sebe" znače da sav otpad koji ostane iza nas treba iznijeti iz Parka.

## Poveznice
- Geopark Papuk
- Park prirode
- Papuk
- Hrvatski nacionalni parkovi i parkovi prirode

## Vanjske poveznice
- Park prirode Papuk
- Papuk Geopark  Arhivirana inačica izvorne stranice od 13. listopada 2019. (Wayback Machine)